# 張琪 (中醫學者)
张琪（1922年11月14日—2019年11月13日），男，河北乐亭人，当代中医学家。黑龙江省中医研究院主任医师，黑龙江省中医学会名誉会长，《黑龙江中医药》杂志主编。

## 生平
1922年11月14日生于直隶省津海道乐亭县。自幼随祖父母长大，对中医产生浓厚兴趣。1938年辗转至哈尔滨。1942年毕业于哈尔滨汉医讲习所，开始在哈尔滨天育堂附设诊所行医。1951年与同事联合组建了哈尔滨市第四联合诊所，为工人诊病。1955年在黑龙江中医进修学校任教。1957年8月加入九三学社。
1957年，他参与筹建黑龙江省祖国医药研究所（现黑龙江省中医药科学院），开始研究肾病的治疗。他利用脾肾论来治疗慢性肾脏病，获得显著效果。
2019年11月13日上午9时35分逝世，享年96岁。

## 研究
张琪精通仲景学说，对金元四大家及清代温病学者的学术理论研究精深，对中西汇通学派也多有涉猎，其中以对王清任、张锡纯的学术思想研究较著。
著有《脉学刍议》、《临床经验集》、《张琪临证经验荟要》、《张琪临床经验辑要》、《张琪肾病医案精选》等书。

## 荣誉
1990年代，张琪是首批享受国务院特殊津贴的专家，也是首批全国继承老中医药专家学术经验指导老师。
2009年6月，获得首届“国医大师”称号。2017年8月获得“白求恩奖章”。
2019年9月29日，被授予“全国中医药杰出贡献奖”。